# Суліно (Хощенський повіт)
Суліно (пол. Sulino, нім. Ebenau) — село в Польщі, у гміні Хощно Хощенського повіту Західнопоморського воєводства.
Населення — 151 особа (2011).
У 1975-1998 роках село належало до Гожовського воєводства.

## Демографія
Демографічна структура станом на 31 березня 2011 року:
|          | Загалом | Допрацездатний вік | Працездатний вік | Постпрацездатний вік |
| -------- | ------- | ------------------ | ---------------- | -------------------- |
| Чоловіки | 75      | 17                 | 55               | 3                    |
| Жінки    | 76      | 25                 | 40               | 11                   |
| Разом    | 151     | 42                 | 95               | 14                   |